# Số Skewes
Trong lý thuyết số, số Skewes là bất kỳ số lớn nào được nhà toán học Nam Phi Stanley Skewes đặt làm cận trên cho số tự nhiên x nhỏ nhất thỏa mãn
{\displaystyle \pi (x)>\operatorname {li} (x),}
trong đó {\displaystyle \pi } là hàm đếm số nguyên tố và {\displaystyle li} là hàm tích phân lôga. Số Skewes rất lớn, nhưng nay người ta đã biết có một giao điểm nằm giữa {\displaystyle \pi (x)<\operatorname {li} (x)} và {\displaystyle \pi (x)>\operatorname {li} (x)} gần {\displaystyle e^{727,95133}<1,397\times 10^{316},} song vẫn chưa rõ liệu đây đã là giao điểm nhỏ nhất hay chưa.

## Các số Skewes
John Edensor Littlewood, người giám sát nghiên cứu của Skewes, đã chứng minh trong Littlewood (1914) rằng tồn tại một số như vậy (và do đó, sẽ là số Skewes đầu tiên); ông thực sự đã phát hiện ra rằng dấu của hiệu {\displaystyle \pi (x)-\operatorname {li} (x)} đổi vô số lần. Vào thời điểm đó, mọi chứng minh tính toán đều cho rằng {\displaystyle \pi (x)} luôn nhỏ hơn {\displaystyle \operatorname {li} (x)}. Tuy nhiên, chứng minh của Littlewood không đưa ra một số x cụ thể.
Skewes (1933) chứng minh rằng, giả sử giả thuyết Riemann là đúng, thì tồn tại số {\displaystyle x} vi phạm {\displaystyle \pi (x)<\operatorname {li} (x)} nằm dưới
{\displaystyle e^{e^{e^{79}}}<10^{10^{10^{34}}}} .
Trong Skewes (1955), không dùng đến giả thuyết Riemann, Skewes đã chứng minh rằng tồn tại {\displaystyle x} nằm dưới
{\displaystyle e^{e^{e^{e^{7,705}}}}<10^{10^{10^{964}}}} .
Nhiệm vụ của Skewes là đảm bảo bài chứng minh tính tồn tại trên của Littlewood có hiệu lực: biểu diễn một số cận trên cụ thể cho lần đầu đổi dấu. Theo Georg Kreisel, tại thời điểm đó nó chưa được coi là điều hiển nhiên, kể cả trên nguyên lý.

## Các ước tính gần đây
Từ thời điểm đó, các giá trị cận trên được giảm đi đáng kể nhờ dùng tính toán bằng điện tính cỡ lớn các nghiệm của hàm zeta Riemann. Ước lượng đầu tiên cho giá trị thực sự của giao điểm được cho bởi Lehman (1966), người chứng tỏ rằng giữa {\displaystyle 1,53\times 10^{1165}} và {\displaystyle 1,65\times 10^{1165}} có hơn {\displaystyle 10^{500}} số nguyên {\displaystyle x} liên tiếp thỏa mãn {\displaystyle \pi (x)>\operatorname {li} (x)}. Không dùng giả thuyết Riemann, H. J. J. te Riele (1987) chứng minh một cận trên bằng {\displaystyle 7\times 10^{370}}. Một ước tính tốt hơn là {\displaystyle 1,39822\times 10^{316}} do Bays & Hudson (2000) tìm thấy, bộ đôi này đã chứng minh có ít nhất {\displaystyle 10^{153}} số nguyên liên tiếp đâu đó gần giá trị này thỏa mãn {\displaystyle \pi (x)>\operatorname {li} (x)}. Bays và Hudson tìm thấy các giá trị nhỏ hơn nhiều của {\displaystyle x} sao cho {\displaystyle \pi (x)} tới gần {\displaystyle \operatorname {li} (x)}; thể hiện khả năng vẫn có các giao điểm chưa được xét, mặc dù điện toán cho rằng các giá trị này có thể không tồn tại. Chao & Plymen (2010) củng cố một chút kết quả của  Bays và Hudson.  Saouter & Demichel (2010) tìm một khoảng nhỏ hơn, sau được cải thiện bởi Zegowitz (2010). Cùng nguồn đấy cũng chỉ rằng tồn tại số {\displaystyle x} vi phạm {\displaystyle \pi (x)<\operatorname {li} (x),} nằm dưới {\displaystyle e^{727,9513468}<1,39718\times 10^{316}}. Giá trị này có thể giảm xuống dưới {\displaystyle e^{727,9513386}<1,39717\times 10^{316}} nếu giả sử giả thuyết Riemann đúng. Stoll & Demichel (2011) cho {\displaystyle 1,39716\times 10^{316}}.
| Năm  | Gần x           | Số nghiệm phức được dùng | Bởi                 |
| ---- | --------------- | ------------------------ | ------------------- |
| 2000 | 1,39822 ×10316  | 1 ×106                   | Bays và Hudson      |
| 2010 | 1,39801 ×10316  | 1 ×107                   | Chao và Plymen      |
| 2010 | 1,397166 ×10316 | 2,2 ×107                 | Saouter và Demichel |
| 2011 | 1,397162 ×10316 | 2,0 ×1011                | Stoll và Demichel   |

Rosser & Schoenfeld (1962) đã chứng minh chặt chẽ rằng không có giao điểm nào dưới {\displaystyle x=10^{8}}, được Brent (1975)  cải tiến thành {\displaystyle 8\times 10^{10}}, Kotnik (2008) tới {\displaystyle 10^{14}}, Platt & Trudgian (2014) tới {\displaystyle 1,39\times 10^{17}}, và Büthe (2015) tới {\displaystyle 10^{19}}.